# Casapinta

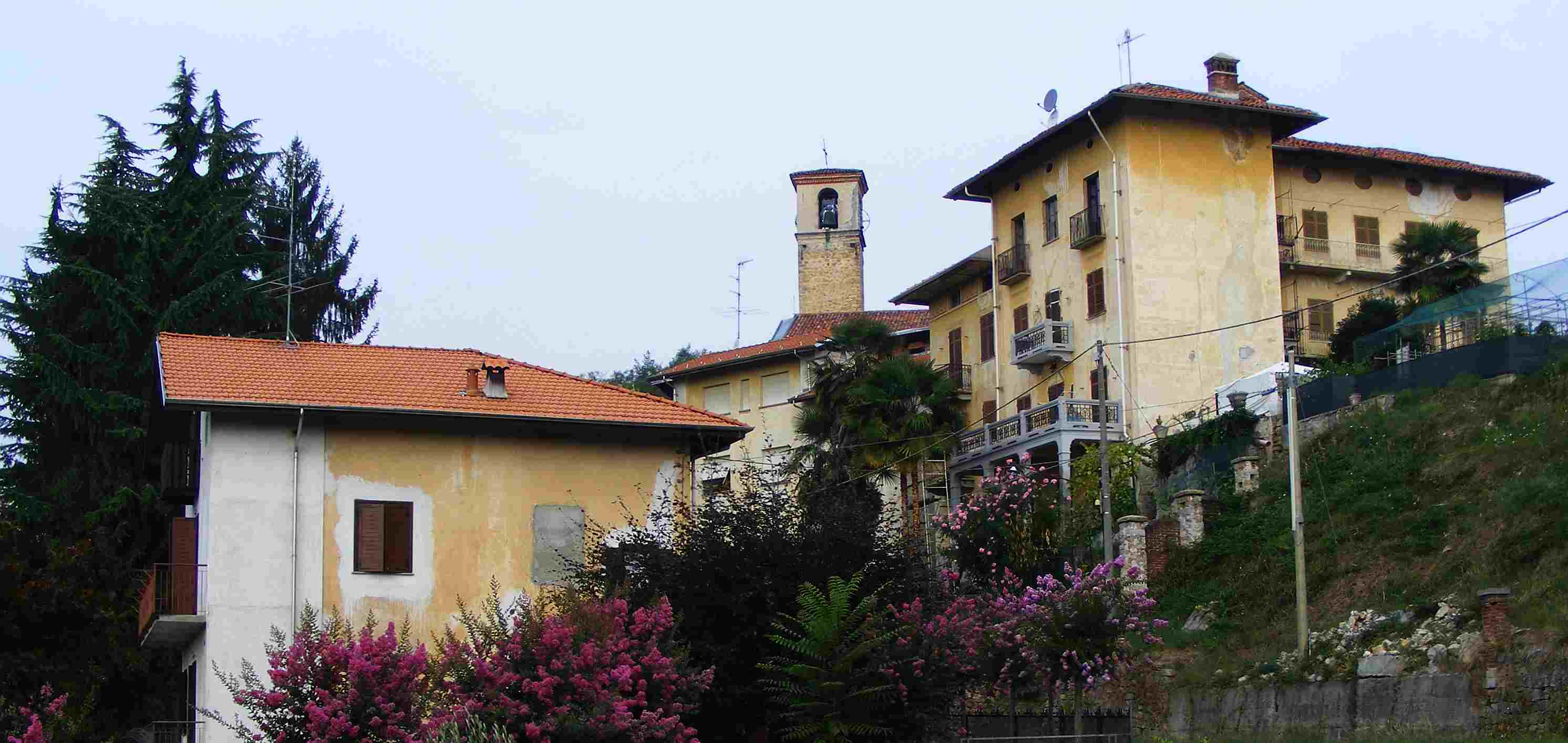

Casapinta ist eine Gemeinde mit 376 Einwohnern (Stand 31. Dezember 2023) in der italienischen Provinz Biella (BI), Region Piemont.
Die Nachbargemeinden sind Crosa, Curino, Lessona, Masserano, Mezzana Mortigliengo und Strona.
Das Gemeindegebiet umfasst eine Fläche von zwei km².